# Синці (фільм)
Синці (англ. Bruised) — американська спортивна драма, режисеркою і виконавицею головної ролі стала оскароносна акторка Геллі Беррі. У фільмі також знялися Едріан Ленокс, Шейла Атім, Валентина Шевченко й Стівен Маккінлі Гендерсон.

## Сюжет
Джекі Джастіс — знеславлена колишня зірка ММА. Сповнена люті й смутку роками після останнього бою, вона переживає чорну смугу в житті. Її хлопець і водночас менеджер Десі вмовляє Джекі взяти участь у жорстоких підпільних боях, де вона привертає увагу промоутера, який обіцяє повернення на ринг. Та дорога до спокути раптово стає дуже особистою, коли на порозі з'являється Менні — син, якого Джекі покинула немовлям.

## У ролях
- Геллі Беррі
- Шейла Атім
- Ніколай Ніколаєфф
- Стівен Гендерсон
- Адан Канто
- Валентина Шевченко[1]
- Денні Бойд-молодший
- Едріан Ленокс
- Лела Лорен
- Шам'є Андерсон